# Something Beneath
Nascido das Sombras (Something Beneath) é um filme canadense de ficção científica e suspense dirigido pelo David Winning. O filme foi filmado em Winnipeg, Manitoba, em novembro de 2006. 

## Sinopse
Durante uma conferência ecológica, um dos seus representantes (Peter MacNeill) é encontrado morto com sua face congelada. Imediatamente se descobre que o lodo acumulado no lago é um longo e maciço organismo celular vivo no sistema de esgotos dessa conferência, altamente inteligente e capaz de induzir suas vítimas a terríveis alucinações. Quando a verdade é revelada para Khali e Douglas Middleton (Kevin Sorbo), um padre da conferência, eles correm para evacuar o local. À medida que o pânico se espalha, o mesmo acontece com o lodo que se torna cada vez mais pulsante e pronto para despertar os piores pesadelos.

## Elenco
- Kevin Sorbo	 ...	Douglas Middleton
- Peter MacNeill 	 ...	O morto no lodo
- Natalie Brown  	 ...	Khali Spence
- Brendan Beiser 	 ...	Dr. Connolly
- Frank Adamson  	 ...	Lowell Kent
- Gordon Tanner  	 ...	Symes
- Brittany Scobie	 ...	Mikaela Strovsky

## Ligação externa
- Sítio da RHI Entertainment: Something Beneath